# Elephantomyia angusticellula
Elephantomyia angusticellula är en tvåvingeart som beskrevs av Alexander 1936. Elephantomyia angusticellula ingår i släktet Elephantomyia och familjen småharkrankar. Inga underarter finns listade i Catalogue of Life.